# 発音記号 (タイ語)
タイ語の発音記号は、タイ語を音声学的に表記するときに使われる発音記号である。アメリカの言語学者マリー・ハース（Mary R. Haas）により確立され、その他、いくつかの改変を経て現在に至る。
IPAを用いるよりも厳密にかつ手軽に用いることができるため、日本においてはタイ語学習関連の出版物についてよく採用されている。また日本国外でもタイ語を厳密に表記したい際などに用いられる。

## 記号

### 頭子音
| 不帯気有声       | [b]（上唇および下唇による発音 บ） [d]（歯茎および舌先による発音 ฏ, (ฑ), ด） |
| 不帯気無声       | [p]（上唇および下唇による発音 ป） [t]（歯茎および舌先による発音 ฏ, ต） [c] まれに [čh]（歯茎後および舌先、舌面による発音 จ, จร） [k]（軟口蓋および後舌面による発音 ก） [ʔ] まれに [ʿ]（声門 อ） |
| 帯気無声         | [ph]（上唇および下唇による発音 ผ, พ） [th]（歯茎および舌先による発音 ฐ, ฑ, ฒ, ถ, ท, ธ） [ch]（歯茎後および舌先、舌面による発音 ฉ, ช, ฌ） [kh]（軟口蓋および後舌面による発音 ข, ฃ, ค, ฅ, ฆ） [f]（上歯および下唇による発音 ฝ, ฟ） [s]（歯茎および舌先による発音 ซ, ทร, ศ, ศร, ษ, ส, สร） [h]（軟口蓋および後舌面による発音 ห, ฮ） |
| 不帯気有声鼻音   | [m]（上唇および下唇による発音 ม, หม） [n]（歯茎および舌先による発音 น, หน） [ŋ] 単に [ng] まれに [ṅ]（軟口蓋および後舌面による発音 ง, หง） |
| 不帯気有声半母音 | [w]（上唇および下唇による発音 ว, หว） [y] もしくは [j]（硬口蓋および前舌面による発音 ญ, ย, หญ, หย） |
| 不帯気有声流音   | [r]（歯茎および舌先による発音 ร, ฤ, ฤๅ, หร） [l]（歯茎後および舌先、舌面による発音 ล, ฦ, ฦๅ, หล） |

#### 二重子音
- [pr]（ปร）
- [pl]（ปล）
- [phr]（ผร, พร）
- [phl]（ผล, พล）
- [tr]（ตร）
- [kr]（กร）
- [kl]（กล）
- [kw]（กว）
- [khr]（ขร, คร）
- [khl]（ขล, คล）
- [khw]（ขว, คว）

借用語に用いられる二重子音
- [thr]（ทร) ただしทรを[s]で発音する場合は二重子音ではない
- /fr/ ฟร）

### 母音
括弧内の“-”は子音を表す。
| 狭母音   | 狭母音                                                          |
| -------- | --------------------------------------------------------------- |
| 前舌母音 | [i, ii]（-ิ(-), -ี(-)）                                           |
| 中舌母音 | [ʉ, ʉʉ] もしくは [ɯ], まれに [y], [ư], [ü], [ø]（-ึ(-), -ื-, -ือ） |
| 後舌母音 | [u, uu]（-ุ(-), -ู(-)）                                           |
| 半狭母音 |                                                                 |
| 前舌母音 | [e, ee]（เ-ะ, เ-็-, เ-(-)）                                      |
| 中舌母音 | [ə, əə] まれに [œ], [ɤ] （เ-อะ, เ-ิ-, เ-อ(-)）                   |
| 後舌母音 | [o, oo]（โ-ะ, --, โ-）                                          |
| 半広母音 |                                                                 |
| 前舌母音 | [ɛ, ɛɛ] あるいは [æ] まれに [ä] （แ-ะ, แ-็-, แ-(-)）             |
| 後舌母音 | [ɔ, ɔɔ] まれに [o̜], [ò] （เ-าะ, -อ(-)）                         |
| 広母音   |                                                                 |
| 前舌母音 | [a, aa]（-ะ, -ั-, -า(-))                                         |

#### 重母音
“-”は子音を表す。
- [-ai] まれに [-ay], [-aj]（-ัย, ไ-, ใ-）
- [-ui] まれに [-uy], [-uj] （-ุย）
- [-oi] まれに [-oy], [-oj] （โ-็ย, -ย[17]）
- [-ɔi] まれに [-ɔy], [-ɔj] （-็อย[18]）
- [-ao] もしくは [-aw], [-au] （เ-า）
- [-iu] もしくは [-iw] （-ิว）
- [-aai] まれに [-aay], [-aaj] （-าย）
- [-ooi] まれに [-ooy], [-ooj] （โ-ย）
- [-ɔɔi] まれに [-ɔɔy], [-ɔɔj] （-อย）
- [-əəi] まれに [-əəy], [-əəj] （เ-ย）
- [-aao] もしくは [-aaw], [-aau] （-าว）
- [-eo] もしくは [-ew], [-eu] （เ-็ว）
- [-ɛo] もしくは [-ɛw], [-ɛu] （แ-็ว）
- [-ia(-)] （เ-ีย(-)）※
- [-ʉa(-)] （เ-ือ(-)）※
- [-ua(-)] （-ัว, -ว-）※
- [-eeo] もしくは [-eew], [-eeu] （เ-ว）
- [-ɛɛo] もしくは [-ɛɛw], [-ɛɛu] （แ-ว）
- [-iao] もしくは [-iaw], [-iau], [-io] （เ-ียว）
- [-ʉai] もしくは [-ʉay], [-ʉaj] （เ-ือย）
- [-uai] もしくは [-uay], [-uaj] （-วย）

米印をつけた3つ以外の重母音にはすべて [o] か [i] がついているが、これを末子音と考える見方も存在する。

### 末子音

#### 促音
- [-ʔ]（-ิ, -ึ, -ุの後ろに末子音がつかずに終わるもの。ะ で終わるもの。ただし、よく消失する。）
- [-k] あるいは [-g][19]（-ก, -ข, -ค, -ฆ）
- [-t] あるいは [-d][19]（-จ, -ช, -ซ, -ฎ, -ฏ, -ฐ, -ฑ, -ฒ, -ด, -ต, -ถ, -ท, -ธ, -ศ, -ษ, -ส）
- [-p] あるいは [-b][19]（-บ, -ป, -พ, -ฟ, -ภ）

#### 撥音
- [-ŋ]（-ง）
- [-n]（-ญ, -ณ, -น, -ร, -ล, -ฬ）
- [-m]（-ม）

### 声調
声調は以下のように表す。
| 1     | 2     | 3       | 4     | 5     |
| [maa] | [màa] | [mâa]   | [máa] | [mǎa] |
| มา    | หม่า   | ม่า, หม้า | ม้า    | หมา   |